# Comuna de Dywity
Dywity (polaco: Gmina Dywity) é uma gminy (comuna) na Polónia, na voivodia de Vármia-Masúria e no condado de Olsztyński. A sede do condado é a cidade de Dywity.
De acordo com os censos de 2004, a comuna tem 8689 habitantes, com uma densidade 54,1 hab/km².

## Área
Estende-se por uma área de 160,68 km², incluindo:
- área agricola: 60%
- área florestal: 25%

## Demografia
Dados de 30 de Junho 2004:
|                      | Total   | Total | Mulheres | Mulheres | Homens  | Homens |
| -------------------- | ------- | ----- | -------- | -------- | ------- | ------ |
|                      | pessoas | %     | pessoas  | %        | pessoas | %      |
| População            | 8689    | 100   | 4400     | 50,6     | 4289    | 49,4   |
| Densidade (pop./km²) | 54,1    | 100   | 27,4     | 27,4     | 26,7    | 26,7   |

De acordo com dados de 2002, o rendimento médio per capita ascendia a 1441,81 zł.

## Subdivisões
- Barkweda, Brąswałd, Bukwałd, Dąbrówka Wielka, Dywity, Frączki, Gady, Gradki, Kieźliny, Ługwałd, Myki, Nowe Włóki, Redykajny, Rozgity, Różnowo, Sętal, Słupy, Spręcowo, Tuławki.

## Comunas vizinhas
- Barczewo, Dobre Miasto, Jeziorany, Jonkowo, Olsztyn, Świątki